# Muyinga (provincie)
Muyinga is een van de achttien provincies van Burundi en ligt in het noordoosten van het land. In 1999 woonden er naar schatting 485.000 mensen in de provincie van ruim 1800 vierkante kilometer. De hoofdstad van de provincie heet eveneens Muyinga.

## Grenzen
De provincie Muyinga heeft grenzen met twee buurlanden van Burundi:
- De provincie Est van Rwanda in het noorden.
- De regio Kagera van Tanzania in het oosten.

En met vier andere provincies:
- Cankuzo in het zuidoosten.
- Karuzi in het zuidwesten.
- Ngozi in het westen.
- Kirundo in het noordwesten.

## Communes
De provincie bestaat uit zeven gemeenten:
- Buhinyuza
- Butihinda
- Gashoho
- Gasorwe

- Giteranyi
- Muyinga
- Mwakiro

Bubanza · Bujumbura Mairie · Bujumbura Rural · Bururi · Cankuzo · Cibitoke · Gitega · Karuzi · Kayanza · Kirundo · Makamba · Muramvya · Muyinga · Mwaro · Ngozi · Rumonge · Rutana · Ruyigi